# Guangxicyon
Guangxicyon (que significa "perro de Guangxi") es un género extinto de mamífero carnívoro perteneciente a la familia de los denominados "osos perros" (Amphicyonidae), que vivió en el Eoceno superior, en lo que hoy es Asia.

## Descubrimiento

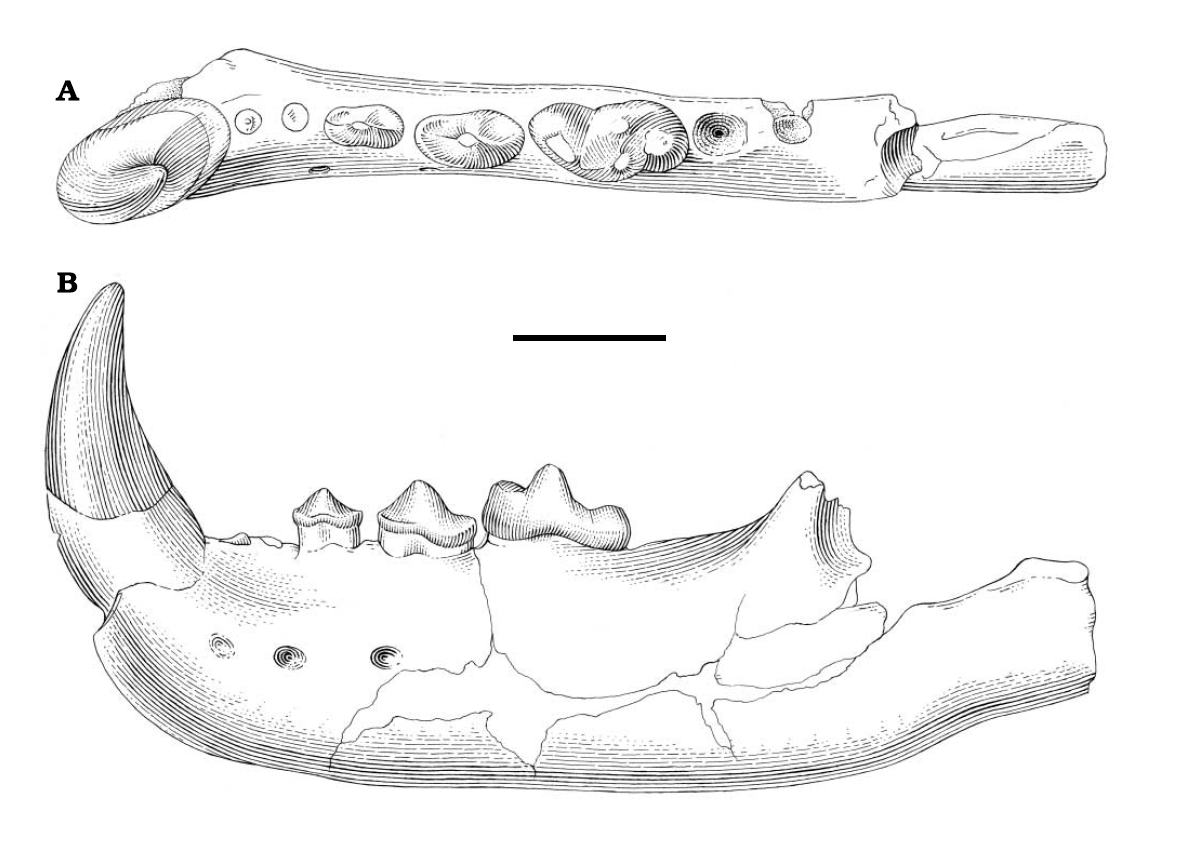
Dibujo del holotipo (IVPP V11818) con la mandíbula izquierda con p3-m1 y alvéolos para p1-2 y m²-3; En vistas oclusales (A) y laterales (B). Barra de escala 2 cm.

De este anficiónido solo se conoce según los restos encontrados en la Cuenca Bose dentro de la Formación Nadu, que son: Una mandíbula izquierda, un húmero izquierdo y una tibia derecha. Todos restos son datados del Eoceno.

## Denominación
Guangxicyon se denominó por sus restos encontrados en Guangxi en China, pero quien le dio ese nombre fue Zhai et al. en 2003, como Guangxicyon sinoamericanus, que es la especie tipo.